# Rogny-les-Sept-Écluses
Rogny-les-Sept-Écluses település Franciaországban, Yonne megyében. Lakosainak száma 699 fő (2022. január 1.). Rogny-les-Sept-Écluses Dammarie-sur-Loing, Aillant-sur-Milleron, Breteau, Escrignelles, Feins-en-Gâtinais, Ouzouer-sur-Trézée, Bléneau és Champcevrais községekkel határos.

## Népesség
A település népessége az elmúlt években az alábbi módon változott:
| Lakosok száma | 770  | 712  | 704  | 675  | 666  | 657  | 672  | 685  | 699  |
|               | 2013 | 2015 | 2016 | 2017 | 2018 | 2019 | 2020 | 2021 | 2022 |